# Социально-экономические последствия пандемии COVID-19
Пандемия коронавирусной инфекции COVID-19 имеет далеко идущие последствия, помимо самого распространения болезни и попыток разных стран организовать карантин. В СМИ феномен влияния заболевания на жизнь общества и его последствия всё чаще называют термином «коронакризис».
При этом за оказавшийся предкоронакризисным 2019 год глобальный экономический рост стал самым низким за десятилетие.

## Финансы
В начале пандемия оказывала локальное влияние на фондовые биржи Китая, где с 21 января 2020 года начали снижаться объёмы торгов. Но уже 27 января, на фоне роста числа заболевших, падение затронуло FTSE 100 и европейские биржи.
Дальнейшее развитие событий привело к глобальному обвалу фондового рынка, который начался 20 февраля 2020 года. Промышленный индекс Доу Джонса, индекс S&P 500 и NASDAQ-100 упали 27 февраля в одну из худших торговых недель после финансового кризиса 2007—2008 годов. Рынки в течение следующей недели стали чрезвычайно волатильными, с колебаниями в 3 % или более за ежедневную сессию. 9 марта все три индекса Уолл-стрит упали более чем на 7 %, и большинство мировых рынков сообщили о снижении деловой активности, главным образом в ответ на ценовую войну на нефтяном рынке между Россией и Саудовской Аравией. Падение получило название Чёрный понедельник и было худшим падением со времён Великой рецессии в 2008 году. Через три дня после Чёрного понедельника произошло ещё одно падение — Чёрный четверг, когда акции по всей Европе и Северной Америке упали более чем на 9 %. На Уолл-стрит произошло самое большое однодневное снижение процентных ставок со времён Чёрного понедельника в 1987 году, а индекс FTSE Mors of Borsa Italiana упал более чем на 17 %, став самым пострадавшим рынком во время Чёрного четверга.
Евросоюз выпустил «коронабоны».
Однако уже к началу 2021 года фондовый рынок восстановился и продолжил рост, поддержанный денежной эмиссией.
Кризис привёл к масштабной денежной эмиссии в ряде стран, а глобальный долг корпораций и правительств превысил 350 % мирового ВВП. Это, в свою очередь, увеличивает инфляционные риски и порождает опасения стагфляции.

## Экономика
По состоянию на 1 августа 2020 года число подтвержденных активных случаев заражения COVID-19 в мире составляло 6 миллионов. Эта пандемия ударила не только по здоровью людей, но и по экономике многих стран. На долю многих органов аудита выпала ответственная миссия — контроль за тем, насколько эффективно власти расходуют средства в непростые времена и к каким результатам это приводит.
Непосредственно пандемия привела к закрытию предприятий в странах с высоким процентом заболевших, резкому возрастанию спроса на продукты повседневного спроса, спекуляциям на рынке определённых товаров: противовирусных препаратов, санитарных масок, дезинфицирующих средств. Карантинные меры в Китае и некоторых других странах-производителях товаров привели к перебоям в поставках, наиболее сильно затронувшим электронику и контейнерные перевозки.

### Общественное питание и доставка еды
Сегмент общественного питания оказался одним из наиболее пострадавших из-за ограничений, связанных с пандемией (так, в 2020 году в центральных торговых коридорах Москвы закрылось 208 заведений общепита, что на 35 % превышает аналогичный показатель за 2019 год).
При этом пандемия привела к значительному росту интернет-торговли и спроса на услуги доставки товаров на дом из-за нежелания (в некоторых странах и регионах — запрета) многих граждан выходить из дома. Стали возникать опасения, что заражение коронавирусом может распространяться через курьеров. Ответом на эти опасения стала бесконтактная доставка продуктов питания и других товаров.

### Потребительские товары
Продолжительный карантин изменил приоритеты потребления: упал спрос на ряд товаров, такие как автомобили и одежда, но при этом вырос спрос на товары для дома — как на облегчающие домашний быт, например, хлебопечки и биде, так и на домашний спорт (велотренажёры) и на домашние развлечения (онлайн-игры, настольные игры). Также вырос спрос на товары для домашнего офиса, так как многие виды работ стали удалёнными, и, соответственно, переживают пик популярности приложения для видеоконференций — такие как Zoom, Microsoft Teams и их аналоги. При этом компания Microsoft отмечает, что в Китае спрос на дистанционную работу остался и после снятия карантина.

### Снижение цен на нефть
Из-за остановки предприятий в Китае, а затем и во всём мире спрос на нефть и нефтепродукты значительно упал. На фоне снижения спроса Россия и ОПЕК не смогли договориться о сокращении добычи нефти и начали ценовую войну на рынке углеводородов что, в свою очередь, привело к обрушению цен на нефть в первой половине 2020 года.
Однако в дальнейшем Россия и ОПЕК пришли к соглашению о снижении поставок, что стабилизировало цены на нефть.

### Глобальные перебои поставок
По мере выхода из карантинных ограничений и преодоления краткосрочных последствий пандемии мировая экономика столкнулась со среднесрочными проблемами, вызванными перебоями поставок электроники и снижением провозной мощности контейнерных перевозок. Дефицит электронных компонентов образовался из-за простоя ряда китайских заводов в период пандемии, а сбой перевозок — из-за карантина в ряде портов, сложностей с пересечением границ для команд судов и водителей, олигополией на рынке морских контейнерных перевозок и недоинвестированием в отрасль в предшествующее пандемии десятилетие. Дефицит электронных компонентов привёл к снижению производства ряда других товаров — в частности, автомобилей.
С мая 2020 года по август 2021 года цена контейнерных перевозок выросла примерно в 10 раз, в том числе из Азии на западное побережье США — в 8 раз. Ситуация осложнялась тем, что суда и контейнеры не могли вовремя поспеть к месту назначения, что привело к разрушению системы поставок «точно в срок». Шесть крупнейших операторов контролируют более 70 % контейнерных мощностей, и эти компании оказались недостаточно гибкими, в то время как менее крупных операторов, которые могли бы оперативнее реагировать на запросы заказчиков, в последние годы стало существенно меньше.
Нормализация поставок ожидалась не ранее 2023 года.

### Авиаиндустрия
В связи с закрытием границ между странами и ограничением перемещений внутри стран произошло падение как международного так и внутреннего туризма, и уже к середине марта 2020 года большинство американских, китайских и других иностранных авиакомпаний значительно сократили количество внутренних и международных рейсов из-за запретов и резкого снижения спроса. А некоторые авиакомпании даже обанкротились во время этой пандемии.
Крах мирового авиасообщения поставил под угрозу ликвидации 46 миллионов рабочих мест в авиационной индустрии.
Резко были сокращены или перенесены на более отдалённый срок заказы от авиакомпаний на покупку новых пассажирских самолётов и запчастей для них, что привело к кризису в авиационной промышленности и взаимосвязанных с ней металлургических, авиадвигательных и других производствах.

### Автоиндустрия
Крупные производители автомобилей, такие как Volkswagen, BMW, Daimler и многие другие, были вынуждены значительно сократить производство или даже полностью остановить его. Это случилось с одной стороны в связи с желанием защитить своих сотрудников от распространения коронавируса, что привело к закрытию заводов и автосалонов, а также к прерыванию поставок частей и комплектующих, например из Китая. С другой стороны, производство снизилось в связи с резко упавшим спросом.
| Страна         | Апр 2019 | Апр 2020 | Результат | Янв — Апр 2019 | Янв — Апр 2020 | Результат |
| -------------- | -------- | -------- | --------- | -------------- | -------------- | --------- |
| Германия       | 310 715  | 120 840  | -61,1 %   | 1 190 807      | 822 202        | -31,0 %   |
| Франция        | 188 195  | 20 997   | -88,8 %   | 741 530        | 385 676        | -48,0 %   |
| Великобритания | 161 064  | 4321     | -97,3 %   | 862 100        | 487 878        | -43,4 %   |
| Италия         | 174 922  | 4279     | -97,6 %   | 712 987        | 350 926        | -50,8 %   |
| Испания        | 119 417  | 4163     | -96,5 %   | 436 317        | 222 870        | -48,9 %   |

29 мая 2020 года компания Renault объявила, что в следующие 3 года сократит 15 тыс. рабочих мест по всему миру, в том числе 4600 во Франции. Сокращение рабочих мест будет происходить не за счет увольнений, а за счет выходящих на пенсию сотрудников, перевода на другие должности внутри компании и переквалификации.
Несмотря на восстановление спроса в 2021 году, нехватка электронных компонентов привела к падению производства автомобилей и в этот период. Toyota сообщила в августе 2021 года, что приостановит работу 14 заводов в Японии и сократит выпуск автомобилей в сентябре на 40 %. BMW предупредила, что недопоставит в 2021 году около 90 тыс. машин, а генеральный директор Volkswagen Герберт Дисс заявил, что нехватка чипов может сохраняться ещё несколько лет. Ассоциация автопроизводителей Германии VDA снизила прогноз выпуска в 2021 году на 400 тыс. автомобилей. В США из-за недостатка новых автомобилей в связи с дефицитом чипов годовой рост цен на подержанные автомобили в июне 2021 года достигал 45,2 %.

### Падение туризма, отмена крупных мероприятий
Пандемия коронавируса практически погубила круизный туризм: из-за ограничений компании-судовладельцы были вынуждены поставить лайнеры на прикол, а то и вовсе сдать их на металлолом.
Были отменены многие рекламно-информационные мероприятия, такие как авиасалон Фарнборо.
Олимпийские игры в Токио были перенесены с 2020 на 2021 год и прошли без иностранных зрителей-туристов.

## Политика

### Дезинформация
12 марта 2020 года представитель министерства иностранных дел КНР Чжан Лицзянь заявил, что, возможно, вирус, вызвавший эпидемию COVID-19, в КНР завезли американские военные. После этого посла КНР в США Цуя Тянькая вызвали в Государственный департамент США, где ему был выражен протест против «наглой кампании по дезинформации»
Власти Ирана также предположили, что COVID-19 — это биологическое оружие США, за что власти США также обвинили их в дезинформации.
Во внутреннем отчёте ЕС от 16 марта 2020 года говорится о том, что связанные с российскими властями «интернет-тролли» распространяют заведомо недостоверную информацию о ситуации с пандемией COVID-19 для оказания влияния на общественное мнение населения государств ЕС. В свою очередь, российские власти обвинили западные государства во вмешательстве во внутренние дела России с помощью ложной информации о пандемии в социальных сетях.

### Закрытие границ
Уже с середины марта 2020 многие страны ЕС ограничили или полностью запретили пересечение своих границ на национальном уровне. Внешние границы ЕС и Шенгенской зоны стали временно закрытыми для иностранцев с полудня 17 марта.
13 марта 2020 года президент США Дональд Трамп запретил въезд в США из стран Шенгенской зоны.
Аналогичные меры приняли многие другие страны.
Но уже в конце января 2022 года ВОЗ рекомендовала снять или ослабить ограничения на путешествия между странами, из-за неэффективности этих ограничений и обременения ими экономики и социальной жизни.

### Политические и экономические меры в ряде стран

#### Венгрия
Парламент Венгрии 30 марта 2020 года поддержал расширение полномочий правительства премьер-министра Виктора Орбана на неопределенный срок в связи с пандемией COVID-19. Было предусмотрено, что в стране не могут быть проведены досрочные выборы, власти получили право приостановить действие некоторых законов. Это решение подвергли критике Совет Европы, ООН и Европейский парламент.

#### Испания
5 апреля 2020 года в рамках мер по сглаживанию социально-экономических последствий пандемии коронавируса правительство Испании объявило о введении в ближайшее время безусловного базового дохода. Основной упор планируется сделать на поддержку семей. Правительство желает сохранить безусловный базовый доход и после эпидемии. Министр экономики выразила надежду, что универсальный базовый доход останется «постоянным структурным инструментом». Совет министров Испании одобрил программу предоставления минимального жизненного дохода наиболее нуждающимся гражданам. Как заявил официальный представитель правительства Мария Хесус Монтеро, этот шаг направлен «на снижение уровня бедности, особенно среди семей с детьми». Пабло Иглесиас, второй вице-премьер и министр по социальным правам так обосновал решение: «Пандемия, что очевидно, усугубила ситуацию для многих наших соотечественников. Прожиточный минимум фигурировал в правительственной программе, но из-за пандемии это стало насущной необходимостью, потому что тысячи испанских семей больше не могут ждать».
Размер пособия будет варьироваться от 462 до 1 015 евро в месяц; им смогут воспользоваться 850 тысяч семей, то есть в общей сложности 2 миллиона 300 тысяч человек, среди них треть — несовершеннолетние. Госказне программа обойдется в 3 миллиарда евро. Минимальный жизненный доход будет начисляться с 1 июня. В свою очередь Хосе Луис Эскрива, министр социальной интеграции, социального обеспечения и миграции, заявила — «После одобрения этой программы, Испания приблизится к среднему европейскому показателю расходов на этот вид льгот». С каждым годом число бедных в стране растёт. Банк Испании в своем последнем докладе сообщил, что по меньшей мере 12 миллионов человек живут за чертой бедности.

#### Косово
Парламент Республики Косово 26 марта 2020 года большинством голосов выразил недоверие правительству Альбина Курти из-за его нежелания вводить режим чрезвычайного положения в связи с пандемией COVID-19.

#### Россия
Российские власти начали принимать меры еще до того, как вспышка инфекции в Китае превратилась в пандемию. Тесты для выявления нового вида коронавируса были разработаны и запущены в производство к 24 января 2020 года — до того, как в России впервые обнаружили заболевших. Эпидемия в стране началась в середине марта, и она была связана в первую очередь с теми, кто возвращался из стран Европейского союза.
В целях сдерживания распространения вируса в России власти создают оперативный штаб по борьбе с новой инфекцией. На деятельность многих организаций накладывались административные ограничения (вплоть до приостановки деятельности отдельных сегментов сферы услуг), а потребительская активность сдерживалась в связи с мерами социального дистанцирования (как вынужденного, так и добровольного). Таким образом, в связи с глобальной пандемией в первом полугодии 2020 года отечественная экономика оказалась под одновременным воздействием двух мощнейших шоков:
- острое ухудшение внешнеторговых условий в связи с обвалом цен на нефть;
- вынужденное резкое сокращение деловой активности вследствие ограничений, направленных на сдерживание распространения вируса[49].

В 2021 году Счетная палата Российской Федерации (СП РФ) проводит оценку результативности правительственных мер, направленных на сохранение занятости и поддержку безработных граждан, аудит по выплатам врачам, покупке аппаратов ИВЛ, выдаче гарантий пострадавшим предприятиям и мн. др. СП РФ высоко оценила работу Правительства по поддержке населения и бизнеса в условиях распространения коронавируса. Анализ контрольного ведомства подтвердил, что принятые в 2020 году дополнительные меры позволили нивелировать наметившийся в разгар пандемии негативный тренд на рынке труда, когда уровень безработицы достигал 6,1 %.

## Образование
Пандемия затронула системы образования во всём мире, что привело к массовому закрытию школ и университетов. По состоянию на 20 марта 2020 года правительства в 135 странах объявили или осуществили закрытие школ и университетов.
Параллельно с этим начался массовый переход к обучению школьников и студентов через интернет.

## Спорт
Были отменены или отложены множество соревнований, в том числе крупные международные, такие как:
- чемпионат Европы по футболу 2020 (перенесён с 2020 на 2021 год)[53];
- летние Олимпийские игры 2020 в Токио (перенесены с 2020 на 2021 год);
- матчи плей-офф Лиги чемпионов УЕФА (отложены);
- матчи плей-офф Лиги Европы УЕФА (отложены)[54][55];
- Кубок Америки по футболу 2020 (перенесён с 2020 на 2021 год);
- национальные чемпионаты европейских стран практически по всем видам спорта отложены или отменены, включая чемпионаты Англии, Германии, Испании, Италии, Франции, России по футболу;
- Формула-1 в сезоне 2020 (начало отложено до начала июля, первый этап Гран-при Австрии прошёл 5 июля)[56];
- сезон НБА (отложен)[57];
- сезон НХЛ (отложен);
- сезон МЛБ (начало отложено);
- Открытый чемпионат Франции по теннису 2020 (перенесён на осень 2020 года)
- Уимблдонский турнир 2020 (отменён впервые с 1945 года)
- Чемпионат мира по хоккею с шайбой 2020 (отмена)
- Киберспортивный турнир The International 2020

## Культура

### Кино

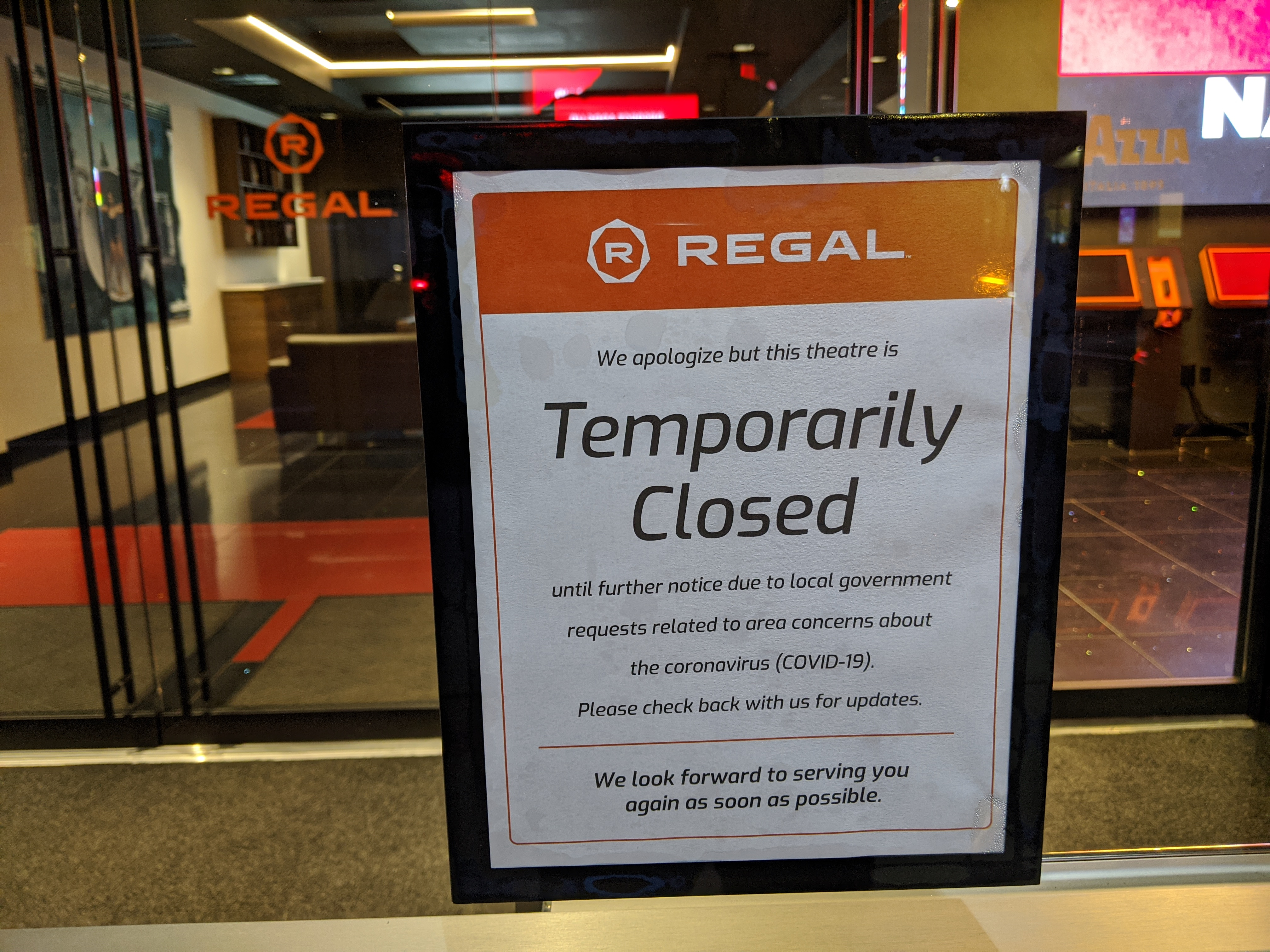
Закрытый кинотеатр в Нью-Йорке

По всему миру в той или иной степени было ограничено посещение кинотеатров, кинофестивали были отменены или отложены, кинорелизы передвинуты на будущие даты, кинопроизводство приостановлено.
Однако вместе с тем потоковое вещание стало более популярным (в связи с этим Netflix, как и YouTube, пришлось снизить качество потокового видео чтобы снизить нагрузку на провайдеров), это привело к росту акций Netflix.
Было отменено или отложено множество фестивалей, выставок и конкурсов, включая Московский международный кинофестиваль, Каннский кинофестиваль, и конкурс песни «Евровидение-2020».
Из-за пандемии театры, музеи, художественные галереи и другие культурные учреждения по всему миру оказались закрыты. Объёмы оказываемой им финансовой поддержки сильно зависят от страны, если в США было выделено 200 миллионов долларов в качестве помощи культурным институциям, то Германия выделила 50 миллиардов евро, а власти Испании заявили, что на время пандемии культура должна стоять на последнем месте в списке приоритетов.

### Музыка
Известные музыканты записали новые песни, под влиянием факторов пандемии, например, «Living in a Ghost Town» (The Rolling Stones), «Claws» (Charli XCX) и другие. Новая версия песни «You’ll Never Walk Alone» в исполнении 99-летнего ветерана Второй Мировой войны Тома Мура и баритона Майкла Болла (вместе с хором медиков и волонтёров) 24 апреля 2020 года возглавила британский официальный хит-парад UK Singles Chart, а все доходы с продажи сингла пойдут на благотворительные цели в помощь врачам и больным, пострадавшим от пандемии коронавируса.